# 瀛海威
瀛海威是中国大陆互联网发展早期的一家互联网服务供应商，由张树新于1995年创办。2003年因管理经营不善结束营业。

## 历史

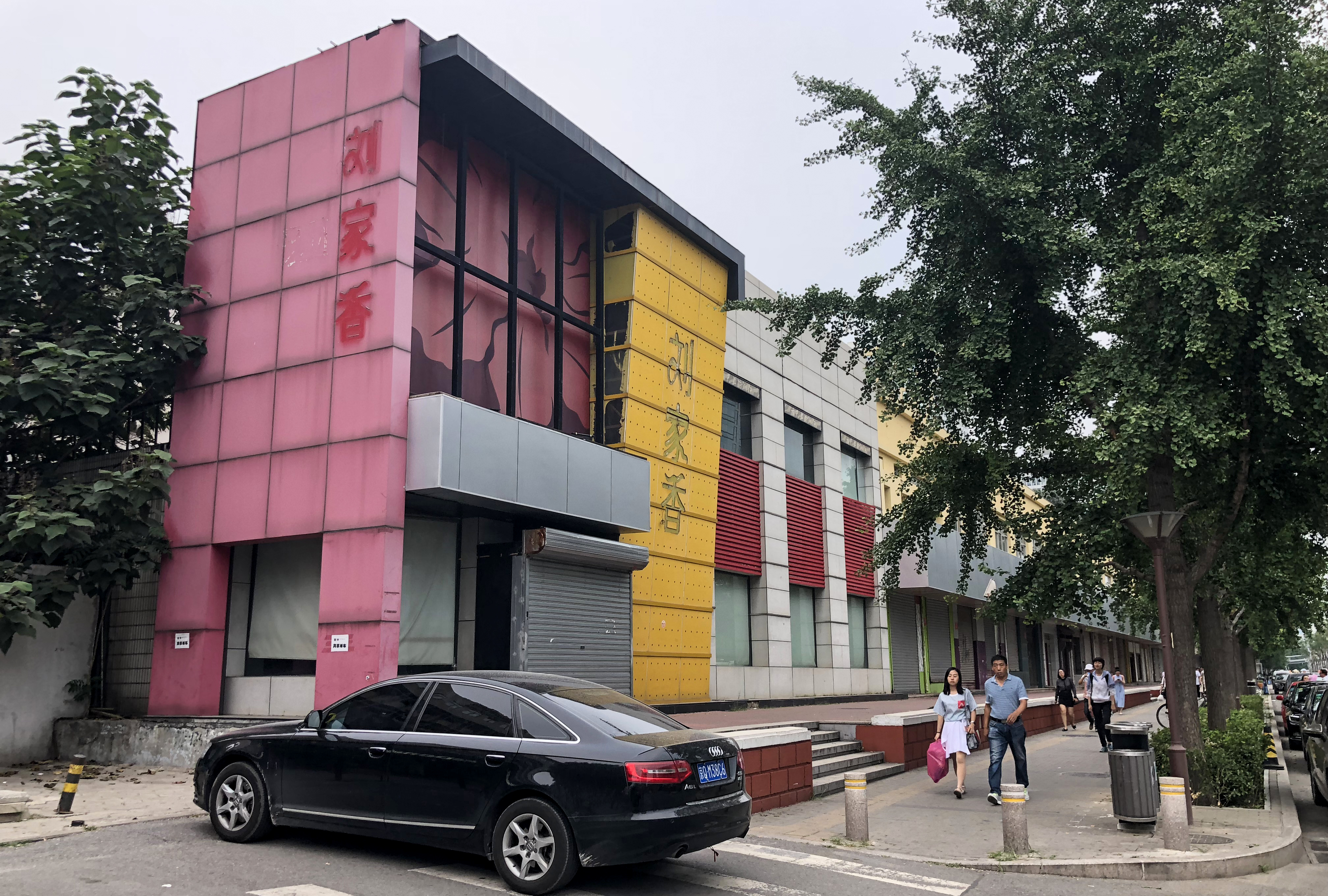
位于魏公村的瀛海威科教馆旧址

### 发展初期
张树新早期靠传呼机业务发迹，1994年她通过朋友的电子邮件第一次认识到互联网，发现这是一个很有前途的行业的她决心投入这个行业。
1995年，张树新创办“北京瀛海威科技有限责任公司”，股东为张树新與姜作贤，注册资金人民幣700万元。1995年9月30日，瀛海威开始营运。当时瀛海威的主要业务是ISP（互联网服务提供商）。用户利用调制解调器通过中国电信拨号上网；瀛海威则作为中间服务商提供信息服务，协助中国电信宣传互联网业务。
瀛海威一方面提供接入国际互联网的服务，另一方面挂靠在中国科学院的网络下组建起一套中国大陆国内的网络系统“瀛海威时空”。瀛海威时空经营模式类似美国在线，其网站包括BBS、聊天室、电子报纸等服务。用户登录瀛海威时空，除电话费用外还需要缴纳一定的费用。1996年12月26日，瀛海威时空8个主要节点建成开通，全国性的瀛海威时空主干网基本完成。瀛海威在北京开了中国大陆第一家民营科教馆，免费宣传互联网知识。瀛海威并开发出一套全中文的多媒体网络浏览系统。

### 发展壮大
1996年9月，瀛海威公司扩股，总市值为2120万元，主要股东有中兴发集团、北京信托投资公司、中国通信建设总公司。瀛海威信息通信有限责任公司成立，注册资本人民幣8000万元，并陆续在大陆地区建立起8个分公司，发展到100多人的规模。1997年1月，瀛海威与微软建立战略合作关系。
公司规模的扩大以及经验的不足，使得瀛海威开始冒险尝试一些并非可靠的经营项目如政治宣传，以及如网络游戏、网上收费等超前但最终未能完成的投资项目。同时，1997年6月邮电部组建的“169全国多媒体通讯网”以及入网价格大调整，使得瀛海威的收入不断下跌。
1998年6月22日，张树新因与中兴发集团在运作理念上的差异，被革除职务。同年11月，瀛海威15位高层管理人员辞职。

### 式微
1999年，张树新曾打算与中兴发讨论收购瀛海威的可能，但最终遭到拒绝。当时瀛海威曾获得新的资金投入，并聘请了新的管理人员，但未能改变其经营情况。
2003年，瀛海威的营业执照被北京工商管理部门吊销，被信息产业部注销经营资格。

## 后续
瀛海威的部分老员工在互联网上建立了一个网站，回顾瀛海威的过往历史。
2005年，张树新和瀛海威的员工曾在北京聚会过一次。